# LIVE PARALLEL WORLD
『LIVE PARALLEL WORLD』（ライブ・パラレル・ワールド）は成田昭次のライブアルバム。

## 内容
本作はベース、パーカッションを加えた横浜・THUMBS UPでのアコースティックライブを収録。

## 収録曲
1. The Grapes of Wrath
2. Right
3. アンクル ベティ
4. Innocent remedy
5. ブラウン ミー
6. Brotherhood
7. Home Town
8. One by One
9. Over spilt milk
10. エエンジャナイ?
11. PARALLEL WORLD
12. Mr.サムライ
13. Voice

## 参加ミュージシャン
- 成田昭次 - ボーカル、アコースティックギター
  - 中村泰造（ベース）
  - Goro（パーカッション）